# Krigsseileren
Krigsseileren es una película de drama bélico dirigida por Gunnar Vikene que se estrenó en el Festival de Cine de Noruega en agosto de 2022 y se estrenó en los cines noruegos en septiembre de 2022. Krigsseileren fue presentado por Noruega como una entrada para la 95.ª edición de los Premios Óscar a la Mejor Película Internacional.

## Argumento
Durante y después de la Segunda Guerra Mundial, el marinero Alfred Garnes de Bergen es padre de tres hijos. Cuando estalla la guerra, él y su amigo Sigbjørn están trabajando en un barco mercante en medio del Atlántico. Su destino es Nueva York y se supone que regresarán después de 18 meses. Cuando Alemania invade Noruega en abril de 1940, el barco se declara importante para el curso posterior de la guerra y ellos son reclutados. Sin armas, vestidos de civil, navegan alrededor del mundo en el carguero aliado para entregar suministros y municiones. Los dos luchan por sobrevivir en el barco, que podría ser atacado por los submarinos alemanes. La fatiga y la desesperanza se extienden cada vez más.
Mientras, la esposa de Alfred, Cecilia, lucha durante esos años de guerra, criando sola a los tres hijos, sin saber si alguna vez volverán a ver a su esposo y padre. Al intentar bombardear el búnker de submarinos alemanes en Bergen, la Fuerza Aérea Británica golpeó la escuela primaria en Laksevåg y los edificios de apartamentos en Nøstet. Cientos de civiles pierden la vida.

## Producción

### Trasfondo

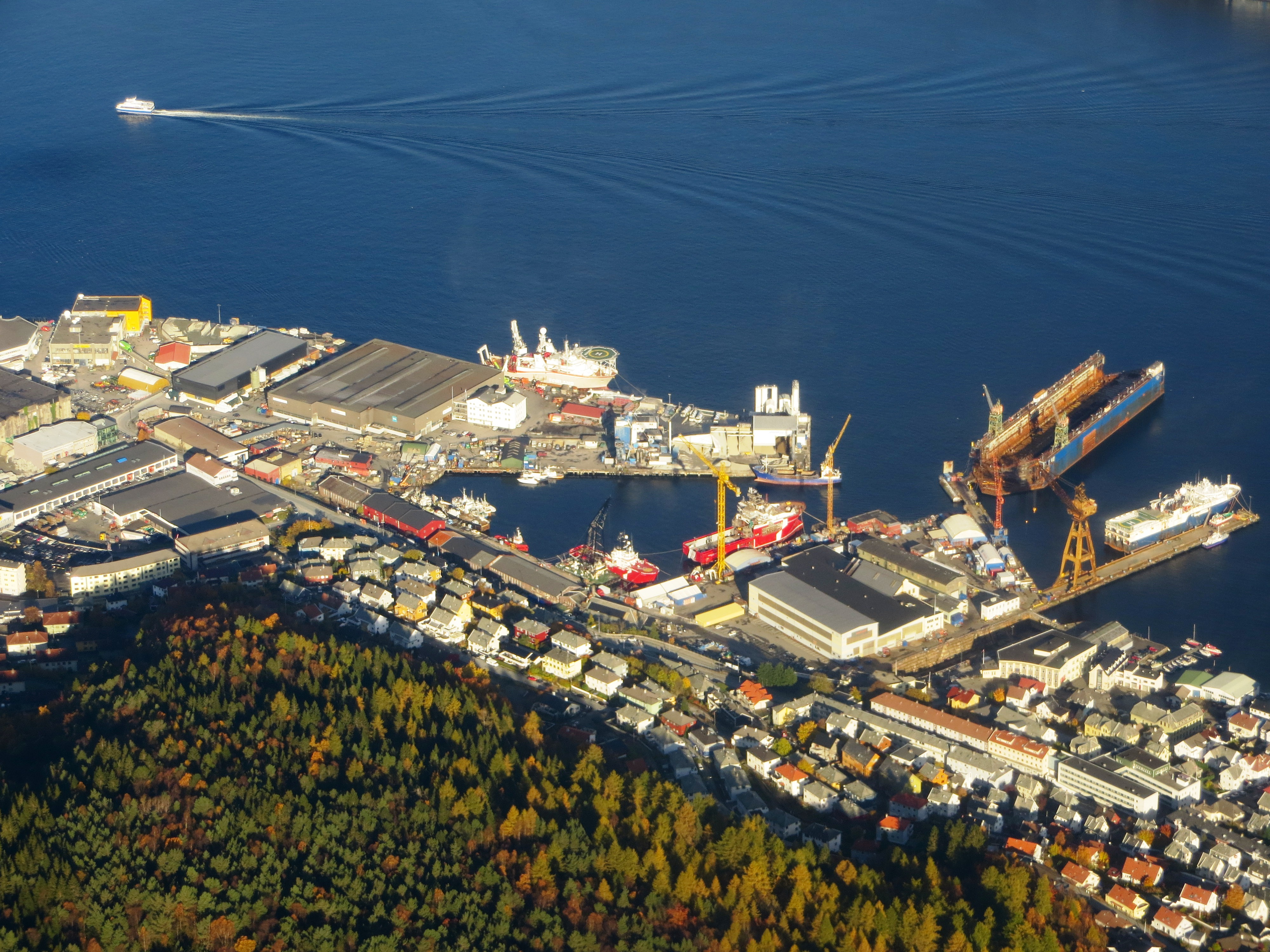
El astillero Bergen Mekaniske Verksted fue uno de los objetivos del bombardeo de Laksevåg

Fue dirigida por Gunnar Vikene, quien también escribió el guion. Es su quinto esfuerzo como director en un largometraje, después de Himmelfall, Rettet Trigger!, Vegas y Kill Billy. La épica historia contada por Krigsseileren abarca varias décadas y sigue a los protagonistas Alfred, Sigbjørn y Cecilia desde 1939, antes de que Noruega también se convirtiera en uno de los escenarios de la Segunda Guerra Mundial, hasta principios de la década de 1970. Gran parte de la película trata sobre la ciudad de Bergen durante los años de la guerra y el bombardeo del distrito de Laksevåg y la escuela Holen, en el que murieron 193 personas, casi dos tercios de ellas niños. Esta fue la mayor pérdida de civiles en una sola batalla en Noruega durante la Segunda Guerra Mundial. Esto sucedió durante un bombardeo británico el 4 de abril. Octubre de 1944 en el búnker submarino alemán "Bruno" en Laksevåg. 152 aviones participaron en el ataque que lanzó 1.432 bombas sobre la zona.

### Reparto y vestuario
Está protagonizada por Kristoffer Joner como Alfred Garnes, Ine Marie Wilmann como su esposa Cecilia y Pål Sverre Hagen como Sigbjørn. La hija de Alfred y Cecilia, Magdeli, es interpretada por Henrikke Lund-Olsen. Como adolescente de la posguerra, Magdeli es interpretada por Téa Grønner Joner, la hija de Kristoffer Joner. Alexandra Gjerpen interpreta a Hanna, Karl Vidar Lende Monsen y Leon Tobias Slettbakk interpreta a Aksel, de 14 años, a quien Alfred rescata del mar. Los actores alemanes Florian Schmidtke y Damian Hardung interpretan a Werner y Hans, el actor suizo Max Hubacher interpreta a Hardegen.
El vestuario es de Stefanie Bieker, quien antes trabajó para películas de Cate Shortland, Martin Zandvliet y Katrin Gebbe.

### Financiación, escenografía y rodaje
Con un presupuesto de 110 millones de coronas noruegas, Krigsseileren es la producción noruega más cara de todos los tiempos. La película recibió una financiación de producción de 385 800 euros del Nordisk Film & TV Fond, 823 222 euros del German Film Fund, 280 000 euros del Central German Media Fund y 300 000 euros del MOIN Film Fund Hamburg Schleswig-Holstein.

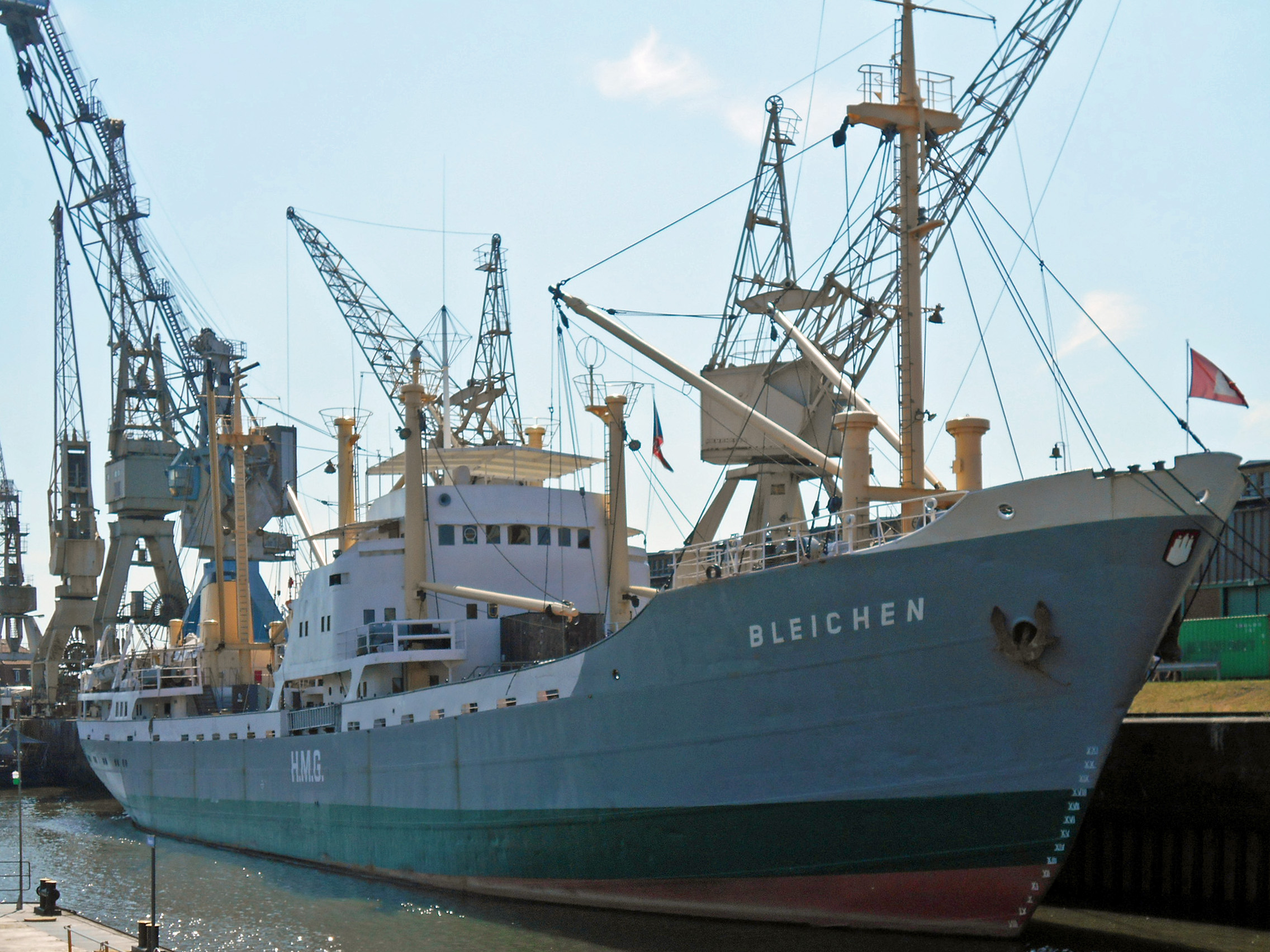
Se rodaron elaboradas escenas de acrobacias con explosiones de barcos a bordo del barco museo de Hamburgo MS Bleichen

El rodaje tuvo lugar entre abril y julio de 2021 en Noruega, aquí en Bergen, en Malta, siete días en Hamburgo y Lübeck y seis días en Baja Sajonia. Allí se realizaron grabaciones en Cuxhaven a bordo del barco museo de Hamburgo MS Bleichen y en mayo y junio de 2021 en Groß Thondorf. Esta parte del municipio de Himbergen es el escenario del apartamento de Cecilia y Alfred en Bergen, Noruega. Las grabaciones se realizaron en una casa vacía que pertenecía a un viticultor ecológico local y en la que se conservaban muchos elementos originales de los años 30 y 40, como puertas, papel pintado, antiguos interruptores de luz Bakalit, enchufes y un antiguo horno como pieza central de la cocina. Tamo Kunz, nacido en Hamburgo y nominado al Premio de Cine Alemán por su trabajo en El monstruo de St. Pauli de Fatih Akin, fue el responsable del diseño de producción. El director de arte Seth Turner también trabajó en esta película, que está ambientada en Hamburgo.
Sturla Brandth Grøvlen, quien trabajó con el danés Thomas Vinterberg en Der Rausch, el noruego Eskil Vogt en The Innocents y el islandés Guðmundur Arnar Guðmundsson en Beautiful Beings, se desempeñó como director de fotografía.

### Música de cine y publicación
La música de la película fue compuesta por Volker Bertelmann.
El estreno tuvo lugar el 21 de agosto de 2022 en el Festival de Cine de Noruega en Haugesund. En septiembre de 2022 se proyectó en el Festival Internacional de Cine de Toronto y en Filmkunstmesse Leipzig. El estreno en Noruega tuvo lugar el 23 de septiembre de 2022. Se presentaría en el Festival de Cine de Hamburgo a finales de septiembre y principios de octubre de 2022. El 2 de febrero de 2023 debería llegar a los cines alemanes. Beta Cinema se ha hecho cargo de la distribución mundial.

## Recepción

### Recepción crítica
Mode Steinkjer, del diario noruego Dagsavisen, escribe en su reseña que, por lo demás, no faltan películas noruegas sobre y desde la Segunda Guerra Mundial, pero que hasta ahora a la gente común se le ha dado solo una pequeña cantidad de espacio. Con Krigsseileren, se ha realizado ahora un ambicioso drama que se centra en las pérdidas humanas, contado con una pulsión tensa a nivel físico y psicológico. Steinkjer recuerda que solo en la llamada "flota exterior", unos 3.700 marineros de guerra noruegos perdieron la vida y el enemigo era casi un concepto abstracto para la tripulación, combinado con ataques mortales sin rostro, que la película retrata bien. En otras manos, la película podría haber sido un infierno de guerra en el mar, pero con la ayuda de buenas locaciones, un uso sobresaliente de efectos especiales y la no menos importante fotografía fantástica de Sturla Brandth Grøvlen, Gunnar Vikene ha creado escenas que hacen que el espectador piense más allá. los propios infiernos y seguir su estela.

### Reconocimientos
Krigsseileren fue presentado por Noruega como una entrada para la 95.ª edición de los Premios Óscar a la Mejor Película Internacional. A continuación se presentan más premios y nominaciones.
Festival de Cine de Hamburgo 2022
- Nominado al Premio de los Productores de Hamburgo por coproducciones internacionales
- Nominación al Premio Cine Arte[20]

Festival de Cine de Noruega Haugesund 2022
- Premio del Público